# بازی‌های آسیایی جوانان ۲۰۰۹
بازی‌های آسیایی جوانان ۲۰۰۹ نخستین دورۀ بازی‌های آسیایی جوانان می‌باشد که از ۲۹ ژوئن تا ۷ ژوئیه ۲۰۰۹ در سنگاپور برگزار شد.

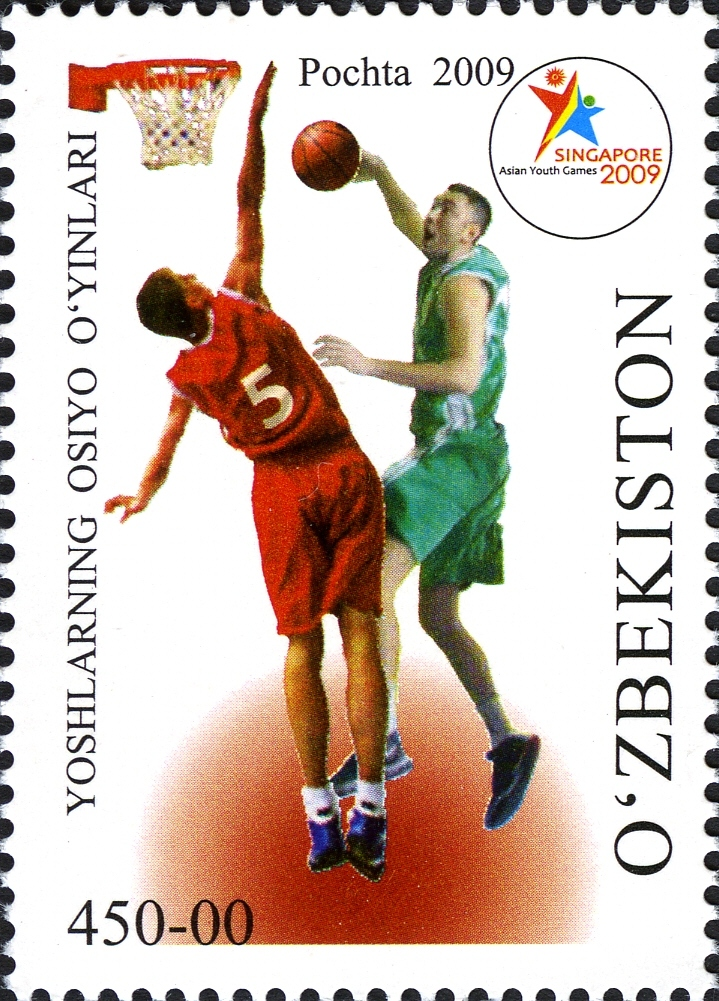
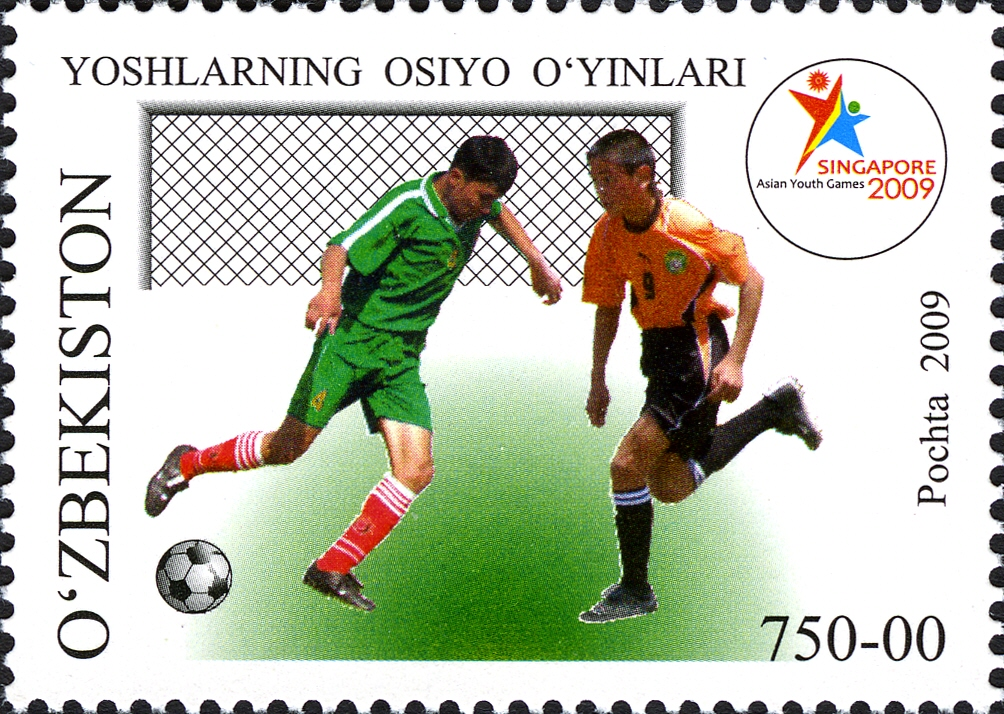